# 林屋村
林屋村（英語：Lam Uk Tsuen）是一條位於香港元朗區橫洲的鄉村。

## 行政區劃
林屋村是新界小型屋宇政策下其中一條認可鄉村，亦為屏山鄉事委員會37個鄉郊代表之一。在選舉劃分上，該村被劃為屏山北選區。

## 外部連結
- 居民代表選舉林屋村（屏山）的劃定現有鄉村範圍（2019－2022年）

22°27′11″N 114°01′38″E / 22.452994°N 114.027148°E